# Judentum in Genf
Die Geschichte der Juden in Genf reicht mindestens bis ins Mittelalter zurück. Genf ist der einzige Ort in der heutigen Schweiz, in dem Juden in einem Ghetto leben mussten (um das Jahr 1420). Erst im 19. Jahrhundert wurde den Juden die Niederlassungsfreiheit gewährt, aber gegen Ende des 18. Jahrhunderts konnten zahlreiche Juden in Carouge leben. Heute gehört Genf zu den Schweizer Städten, in denen das Judentum am weitesten verbreitet ist (neben Basel und Zürich) und beherbergt diverse jüdische Gemeinden und Einrichtungen.

## Mittelalter
Es gibt Hinweise auf eine jüdische Siedlung in Genf gegen Ende des 12. Jahrhunderts, als Juden aus dem oberen Rheintal und Savoyen in Frankreich dorthin einwanderten. Gegen 1300 gab es in Genf eine Synagoge, ebenso in Lausanne.
Aus den Quellen ist bekannt, dass um 1400 etwa 13 jüdische Familien in Genf wohnten. In den 1420er Jahren wurden die Juden in ein Ghetto verbannt – das einzige, das in der Schweiz existierte. Nach einem Beschluss des Stadtrates von 1490 wurden die Juden gegen Ende des Jahrhunderts vertrieben, was das Ende der ersten jüdischen Gemeinde von Genf bedeutete.
Ab dem Zeitpunkt sind nur noch wenige Ereignisse dokumentiert, die den Aufenthalt von Juden in der Gegend bis zum 19. Jahrhundert belegen.

## 16. bis 18. Jahrhundert
Die Juden, die über Genf nach Venedig reisten, mussten Transitgebühren zahlen, die so selten verlangt wurden, dass sie erst ermittelt werden mussten. Die Beweise für jüdisches Reisen sind in den Zolldokumenten der damaligen Zeit zu finden.
Gegen Ende des 18. Jahrhunderts, nach ihrer Vertreibung aus Städten wie Bern, Freiburg und Neuenburg liessen sich zahlreiche Juden dauerhaft in Carouge, der heutigen politischen Gemeinde von Genf, nieder. Diese Ansiedlung folgte den Plänen der damals dort angesiedelten sardischen Regierung, den kleinen Ort mit einigen hundert Einwohnern zur Stadt zu erheben. Bereits 1780 nahm Carouge elsässische Juden und einige aus England, Deutschland, Ungarn und Italien auf. Es durften von Juden nur bestimmte Berufe ausgeübt werden. Sie mussten ihre Tüchtigkeit und kaufmännische Ehrlichkeit unter Beweis stellen. Darunter waren Fabrikanten wie Joseph Abraham aus London, der Uhrengläser herstellte, oder Joseph Vigevano aus Livorno, ein Produzent von Siegellack.
Am 27. August 1787 erlaubte Victor-Amédée III. den Juden das Gewohnheitsrecht und Religionsfreiheit, was in der Geschichte Europas eine Seltenheit war. Die Freimaurer hatten ihre Loge, die Protestanten ihre Kirche und die Juden ihre Synagoge sowie einen konfessionellen Friedhof (den jüdischen Friedhof von Carouge), der sich entlang der heutigen Rue des Tireurs de Sable befand. Im Jahr 1798 lebten 75 Juden in Carouge.
In demselben Jahr wurde Genf von Frankreich annektiert. Auch für Juden galten die französischen Gesetze von Freiheit, Gleichheit und Brüderlichkeit. Das änderte sich, als die Annexion 1814 endete.

## 19. und 20. Jahrhundert
Ab Anfang des 19. Jahrhunderts bildeten sich immer mehr jüdische Gemeinden unter anderem in Avenches, La Chaux-de-Fonds, Yverdon, Lausanne und Porrentruy.

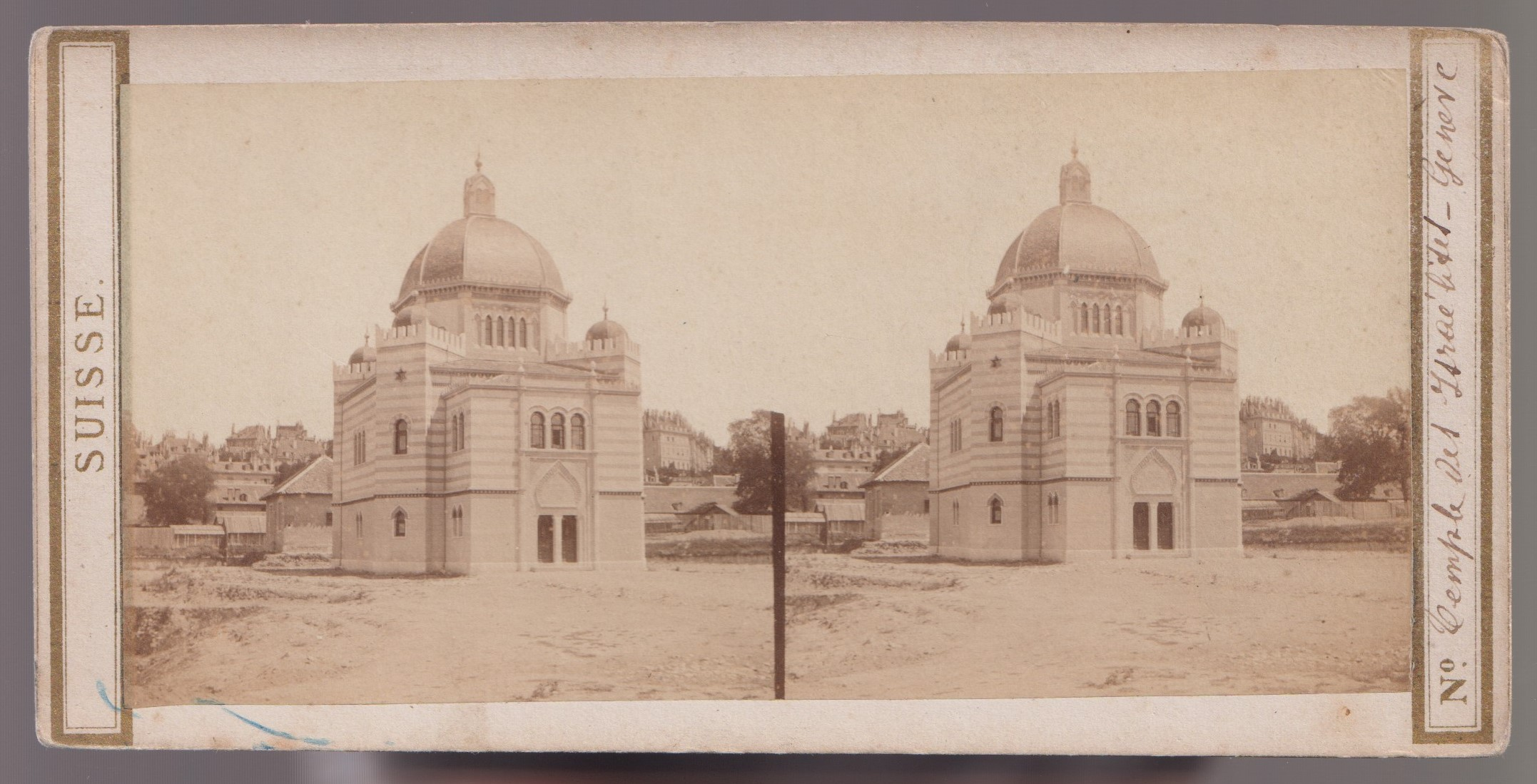
1860er Kartonscheibe für Stereoskop mit Fotos der Synagoge in Genf, in der Sammlung des Jüdischen Museums der Schweiz in Basel.

Im Jahr 1841 wurde den Juden die Niederlassungsfreiheit im Kanton Genf gewährt. 1852 wurde die Communauté Israélite de Genève (CIG) gegründet. Ab dem Jahr 1856 waren auch wieder ein jüdischer Friedhof und eine Synagoge in Genf vorhanden.
1910 betrug der Anteil von städtischen Juden 55 % der jüdischen Bevölkerung der Schweiz und verteilte sich auf Zürich, Basel und Genf. In den vorherigen Jahrhunderten verfügten die Schweizer Juden, von wenigen Ausnahmen in der Romandie abgesehen, nur in den Surbtaler Dörfern Endingen und Lengnau über ein (vorübergehendes) Aufenthaltsrecht.
Die Jahre 1920 bis 1930 waren geprägt von einer zunehmenden antisemitischen Stimmung in Genf. Dank der Grenznähe war die Stadt während des Krieges bei Schmugglern beliebt, und so wurden viele jüdische Flüchtlinge in die Schweiz gebracht. Doch allzu oft wurden diese Flüchtlinge gefunden und zurückgeschickt, was für sie den sicheren Tod bedeutete.
Nach der Flucht aus dem nationalsozialistischen Deutschland im Herbst 1933 arbeitete Hannah Arendt für kurze Zeit beim Völkerbund in Genf. Sie half bei der Ausstellung von Einreisevisa für jüdische Siedler und verfasste Reden für die Jewish Agency for Palestine.
Im Jahr 1936 wurde der «Jüdische Weltkongress» in Genf als politische Plattform gegründet, um sich mit den verfolgten Juden in Deutschland zu solidarisieren, den Antisemitismus in Europa und die Unterdrückung der Juden in der Sowjetunion zu bekämpfen. Darüber hinaus förderte er die politische Notwendigkeit einer jüdischen Sozial- und Migrationspolitik.
Da die Schweiz neutral war, fand 1939 in Genf der einundzwanzigste Zionistische Weltkongress statt. (Der erste Zionistenkongress war 1897 von Theodor Herzl in Basel abgehalten worden).
Gegen Ende des 19. Jahrhunderts durchlief das Judentum in Genf einen Wandel. Zur ersten Generation der elsässischen Juden kamen aschkenasische Juden, die damit den prekären sozioökonomischen und politischen Verhältnissen in Osteuropa und Russland entkamen.
1916 wurde die Kernstruktur einer Sefaradi-Bruderschaft, der Groupe Fraternel Séfaradi, gebildet. Nach dem Zweiten Weltkrieg kamen weitere sephardische Juden aus dem Nahen Osten und nach der Dekolonisation, aus nordafrikanischen Ländern.
Mit der Integration der Gruppierung der sephardischen Juden in die Communauté Israélite de Genève 1965 waren alle wichtigen religiösen Strömungen in der Gemeinde vereint. Derzeit (2023) umfasst die Gemeinde mehr als 1200 Haushalte, somit mehr als 3000 Mitglieder. Gemeinderabbiner ist seit November 2022 der aus Frankreich stammende Mickaël Benadmon mit allerdings sephardischem Background.
Lediglich die kleine orthodoxe Gemeinde Mahsike Hadass (Nachfolgegemeinde der 1918 von ungarischen Juden gegründeten Gemeinde Agudath Achim) besteht weiter unabhängig.
Seit 1970 ist die Gemeinde zunehmend vielfältiger geworden. Die «Liberale Israelitische Gemeinde Genf» (GIL) wurde 1970 ins Leben gerufen, und Ende der 1980er Jahre wurde die Lubawitscher-Bewegung Beth Chabad gegründet. Diese Pluralität zeichnet sich heute durch sieben Synagogen und Gebetsräume in Genf aus. Die Stadt beherbergt zwei jüdische Kindergärten, zwei jüdische Schulen (Girsa und Chabad) und ein jüdisches Altersheim (Les Marroniers).